# Colonstellaatcel
Colonstellaatcellen zijn stellaatcellen die voorkomen in de karteldarm. Colonstellaatcellen kunnen net als leverstellaatcellen uit een rusttoestand naar een geactiveerde toestand transformeren. Colonstellaatcellen delen veel kenmerken met leverstellaatcellen, zoals de opslag van vitamine A-bevattende lipidedruppeltjes en de expressie van leverstellaatcel-markers en pericytmarkers. Ze brengen alfa-gladde spieractine (ACTA2 of α-SMA) en collageen type I, markers voor geactiveerde leverstellaatcellen/myofibroblasten, tot expressie.